# ビーノ (漫画家)
ビーノは、日本の女性漫画家。富山県出身。
作品に『コミックNewtype』で連載している『女子高生の無駄づかい』がある。

## 来歴
2015年12月、ウェブコミック投稿サイト「ニコニコ静画」にて『女子高生の無駄づかい』を描いたところヒットしたため連載開始。同作をKADOKAWAの『コミックNewType』で連載。漫画家デビューを果たす。2017年7月、同作が打ち切りとなる。
2017年11月、KADOKAWAの『コミックNewtype』にて『宇宙とかと比べたらちっぽけな問題ですが』連載開始。
2018年4月、『女子高生の無駄づかい』連載再開。2019年7月、同作のテレビアニメが放送開始。2020年1月、同作のドラマが放送開始。
2021年5月7日、Twitterにて現在、妊娠9か月で翌月出産予定であることを公表した。同年6月10日、第一子誕生を報告。2023年9月5日、『コミックNewtype』にて育児エッセイ『エモーショナル赤ちゃん期 〜人間を2年育ててみた〜』の連載を開始。

## 作品リスト

### 連載作品
- 女子高生の無駄づかい（『コミックNewtype』2015年12月7日 - 連載中、KADOKAWA、既刊14巻）
- 宇宙とかと比べたらちっぽけな問題ですが（『コミックNewtype』2017年11月20日 - 2022年10月18日、KADOKAWA、全3巻）
- エモーショナル赤ちゃん期 〜人間を2年育ててみた〜（『コミックNewtype』2023年9月5日[8] - 連載中、KADOKAWA、既刊1巻）
  - 書誌情報 2024年11月9日発売[9]、ISBN 9784041157220

### 読切作品
- おかえりきとら（『まんがライフオリジナル』2018年3月号、8P）